# Pierre Nabat
Pour les articles homonymes, voir Nabat (homonymie).
Pierre Nabat (né le 5 décembre 1933 à Erdeven dans le Morbihan) est un joueur de football français, qui évoluait au poste de milieu de terrain.

## Biographie
Pierre Nabat joue principalement en faveur des Girondins de Bordeaux, du FC Nancy, et du Racing Club de Strasbourg.
Il dispute 142 matchs en Division 1, inscrivant 18 buts, et 96 matchs en Division 2, marquant 13 buts. Il réalise sa meilleure performance lors de la saison 1958-1959, où il inscrit 10 buts en Ligue 1 avec Nancy.

## Palmarès
| FC Nancy - Championnat de France D2 (1) : - Champion : 1957-58. |  | RC Strasbourg - Coupe Charles Drago : - Finaliste : 1961. |